# هورنی شتیپانوو
هورنی شتیپانوو (به چکی: Horní Štěpánov) یک منطقهٔ مسکونی در جمهوری چک است که در ناحیه پروستییوو واقع شده‌است.
 هورنی شتیپانوو ۲۰ کیلومتر مربع مساحت و ۱٬۰۰۱ نفر جمعیت دارد و ۶۰۵ متر بالاتر از سطح دریا واقع شده‌است.